# SDSS J102915+172927
SDSS J102915 + 172927 hoặc Caffau Star là một ngôi sao dân số II trong quầng thiên hà, được nhìn thấy trong chòm sao Sư Tử. Nó khoảng 13 tỷ năm tuổi, khiến nó trở thành một trong những ngôi sao lâu đời nhất trong Thiên hà. Tại thời điểm phát hiện ra nó, nó có tính kim loại thấp nhất so với bất kỳ ngôi sao nào được biết đến. Nó khá nhỏ (dưới 0,8 khối lượng mặt trời ), thiếu carbon, nitơ, oxy và hoàn toàn không có lithium . Bởi vì carbon và oxy cung cấp một cơ chế làm mát cấu trúc tốt, rất quan trọng trong việc hình thành các ngôi sao có khối lượng thấp, nguồn gốc của Caffau Star có phần bí ẩn. Người ta đã đề xuất, cả vì lý do quan sát và lý thuyết, rằng sự hình thành của các ngôi sao có khối lượng thấp trong môi trường liên sao đòi hỏi tính kim loại quan trọng ở đâu đó giữa 1,5 × 108 và 1,5 × 10−6. Tính kim loại của Caffau Star nhỏ hơn 6,9 × 107. Theo Schneider và cộng sự, làm mát bằng bụi thay vì các đường cấu trúc mịn của CII và OI có thể đã cho phép tạo ra những ngôi sao nghèo, kim loại có khối lượng thấp như vậy trong vũ trụ sơ khai. Sự vắng mặt của lithium ngụ ý nhiệt độ trong quá khứ của ít nhất hai triệu kelvins.
Dữ liệu từ DR2 của Gaia được phát hành năm 2018 xác nhận rằng SDSS J102915 + 172927 là ngôi sao lùn.
Ngôi sao được mô tả bởi Elisabetta Caffau trong một bài báo được xuất bản bởi tạp chí Nature vào tháng 9 năm 2011. Caffau đã tìm kiếm những ngôi sao cực kỳ nghèo kim loại trong mười năm qua. Nó được xác định bằng phần mềm tự động phân tích dữ liệu từ Khảo sát bầu trời kỹ thuật số Sloan . Điều này được theo dõi bởi các quan sát với các thiết bị bắn súng X và UVES trên Kính thiên văn rất lớn ở Chile. Caffau và nhóm của cô hy vọng sẽ tìm thấy từ năm đến năm mươi ngôi sao tương tự với kính viễn vọng trong tương lai.